# Rue de la Prévoyance
La rue de la Prévoyance est une voie du 19e arrondissement de Paris, en France.

## Situation et accès
La rue de la Prévoyance est une voie publique située dans le 19e arrondissement de Paris. Elle débute au 25, rue David-d'Angers et se termine au 127, boulevard Sérurier.

## Origine du nom

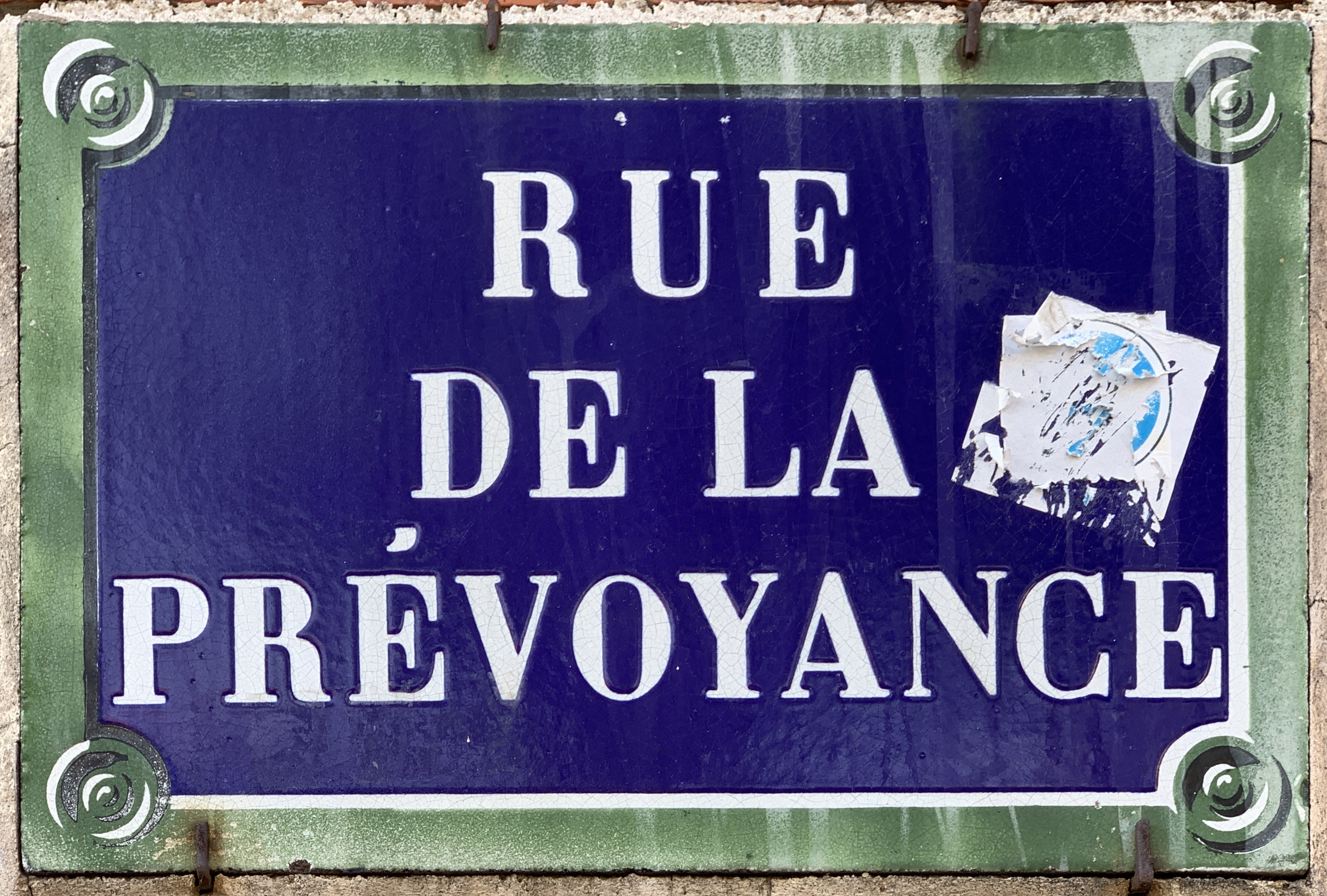
Plaque de la rue.

L'origine du nom de cette voie est inconnue ; elle n'est indiquée dans aucun des ouvrages de référence.

## Historique
Cette voie est ouverte sous sa dénomination actuelle en 1889.
Elle est classée dans la voirie de Paris  entre les rues David-d'Angers et d'Alsace-Lorraine par un décret du 22 mars 1927, et par un arrêté du 31 octobre 1933 pour le surplus.